# Alberta settentrionale

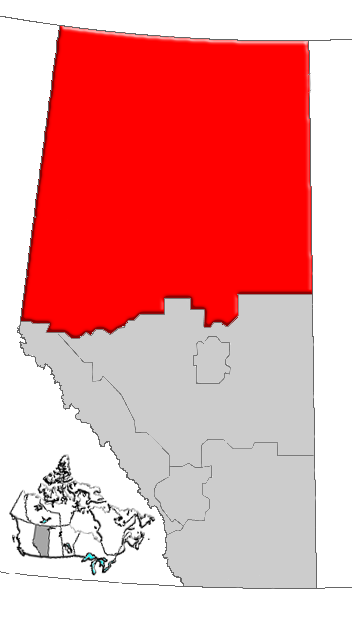
Alberta settentrionale (in rosso)

L'Alberta settentrionale è una regione geografica del Canada, situata nella provincia dell'Alberta.

## Geografia
L'Alberta settentrionale è attraversato dal fiume Peace e dal fiume Athabasca, con entrambi che poi si uniscono a formare il fiume degli Schiavi, che sfocia nel Mar Glaciale Artico attraverso il Grande Lago degli Schiavi ed il fiume Mackenzie nei Territori del Nord-Ovest. 
Altri fiumi importanti sono il Wapiti, lo Smoky, l'Hay, il Wabasca, il Firebag e il Clearwater.
I due più grandi laghi della regione sono il Lago Athabasca ed il lago Claire, che si trovano nelle zone umide nord-orientali.
Per quanto riguarda le montagne, vi sono le Caribou Mountains, che devono il loro nome ai caribù che vi abitano.
La regione si estende attraverso diverse divisioni censuarie, che sono le divisioni 16, 17, 18 e 19.

## Città principali
- Athabasca
- Beaverlodge
- Fairview
- Falher
- Grande Cache
- Grande Prairie
- High Level
- High Prairie
- Manning
- McLennan
- Peace River
- Rainbow Lake
- Slave Lake
- Valleyview
- Wembley